# Europska bejzbolska konfederacija
Europska bejzbolska konfederacija (francuski: Confédération Européenne de Baseball, engleski: Confederation of European Baseball, kratica: CBE) je europsko bejzbolsko tijelo koje upravlja europskim bejzbolom odnosno igrama između reprezentacija.
EBK je utemeljena 1953. s 5 članica. Do 2006. unutar EBK je broj igrača narastao do 150 tisuća. Hrvatski baseball savez je član EBK od 8. veljače 1992. EBK je krovna organizacija za europska prvenstva u bejzbolu i kup prvaka.

## Vanjske poveznice
- Službene stranice  Arhivirana inačica izvorne stranice od 31. kolovoza 2004. (Wayback Machine)